# Абанькін Павло Сергійович
Павло Сергійович Абанькін (рос. Павел Сергеевич Абанькин; 18 вересня 1902 — 15 серпня 1965) — радянський військово-морський діяч, адмірал (1951). Дядько дисидента Вітольда Абанькіна.

## Біографія
Народився 5 [18] вересня 1902 року в селі Почковому Елатомського повіту Тамбовської губернії. З 1920 року робочий в порту Ростова-на-Дону, учень підготовчої школи морехідного училища, машиніст на паровій шхуні, навчався в технікумі водного транспорту. У 1923 році вступив і в 1927 році закінчив Військово-морське училище імені М. В. Фрунзе в Ленінграді, після якого в 1927—1933 роках проходив службу на Балтійському флоті на лінкорі «Паризька Комуна», навчався в школі льотчиків в Оранієнбаумі, призначений начальником штабу окремого авіазагону, авіаескадрильї і авіабригади.
У 1937 році закінчив Військово-морську академію, призначений військовим комісаром Військово-морського авіаційного училища в Єйську. З червня 1939 року служив на Тихоокеанському флоті. 21 травня 1945 присвоєно звання контр-адмірала. Під час Другої світової війни командував Амурською військовою флотилією, з середини 1943 командував Онезькою військовою флотилією, в січні 1944 повернувся на Далекий Схід. У вересні 1944 року призначений начальником Військово-морської академії, з квітня 1945 — заступник Головнокомандувача ВМФ по кадрам. З 1947 року заступник Головнокомандувача ВМС з кораблебудування і озброєння, а з 1950 року — заступник Військово-морського міністра. У 1951 році присвоєно звання адмірала. У 1952—1958 роках — начальник гідрографічного управління ВМФ. У 1960 році звільнений у відставку за станом здоров'я.
Помер в Ленінграді 15 серпня 1965 року.

## Нагороди
- 2 ордена Леніна
- 2 ордена Червоного Прапора
- Орден Ушакова 1-го ступеня (28 червня 1945)[2]
- Медаль «За перемогу над Німеччиною у Великій Вітчизняній війні 1941—1945 рр.» (1945)[2]
- Орден Братства та єдності 1-го ступеня (СФРЮ)